# Anstruther
Anstruther i/ˈænstrəðər/ (en escocès: Ainster i/ˈeɪnstər/; en gaèlic escocès: Ànstruthair) és un petit poble al comtat de Fife, Escòcia, a una mica més de 14 km al sud-est de St. Andrews. Les dues meitats d'Anstruther estan dividides per un rierol anomenat Dreel Burn. És la comunitat més gran, amb una població de 3.600 habitants, en el tram de la costa nord litoral del Fiord de Forth, conegut com l'East Neuk. El poble de Cellardyke és a la part est d'Anstruther. Anstruther s'ha fet famosa també per tenir la productora independent Fence Collective amb músics nu-folk, un gènere de música que empra, principalment, instruments acústics. James Melville, nebot del reformador Andrew Melville, que va ser ministre de Kilrenny, va deixar constància en el seu diari personal de l'arribada d'una embarcació de l'armada espanyola. Encara roman una tradició i un mestissatge espanyol i de Fife a la zona. Durant els segles xviii i xix el poble va ser conegut gràcies a un club per a homes, anomenat The Beggar's Benison, dedicat a "l'agradable celebració de la sexualitat masculina".

## Història
Anstruther es va fundar, en els seus orígens, com un poble pesquer. Actualment és bressol del Museu Escocès de Pesca (Scottish Fisheries Museum). La indústria més fèrtil, avui en dia, és el turisme, tot i que continua havent-hi indústries de manufacturació i de serveis, a escala més petita. Hi ha naus per fer viatges de plaer atracades al port i també hi ha un camp de golf prop del poble. Anstruther Pleasure Cruises ofereix creuers per fer turisme, des d'abril fins a octubre, i surten del port de l'Illa de May, la localitat amb més frarets (aus) del Regne Unit, a bord de l'embarcació anomenada 'May Princess'. A Anstruther es pot trobar molta més fauna autòctona, com les colònies de foques que habiten a l'illa. L'escola de secundària local Waid Academy també té el paper de centre cívic, ja que ofereix un amplia gamma d'activitats, esports i lleure. També compten amb un poliesportiu, un gimnàs i una piscina que romanen oberts al públic. A més, Anstruther és una destinació turística amb molts hostals i hotels.

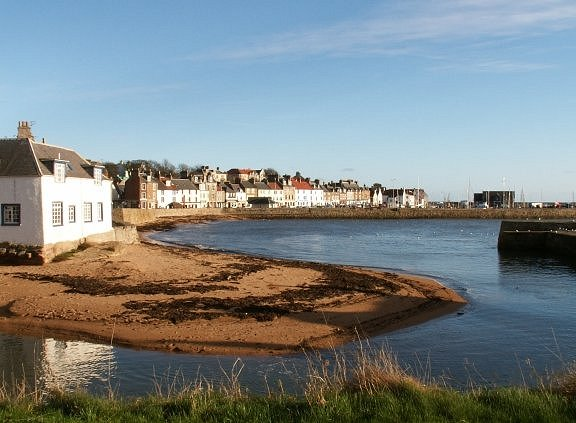
Anstruther des de l'est

El poble té un restaurant de fish and chips, l'Anstruther Fish Bar, el qual va guanyar el premi al millor restaurant de Fish and chips de l'any 2001-2002 i va ser guardonat de nou l'any 2009 amb el premi de l'organització de peixos marins (Sea Fish Organisation).
Alguns del personatges més cèlebres d'Anstruther són el pensador religiós Dr Thomas Chalmers, cofundador de l'església lliure d'Escòcia (1843-1900), del qual encara se'n pot veure la casa, i el cronista esportiu Graham Speirs. També va viure la seva infància aquí la DJ escocesa Edith Bowman, de la BBC Radio 1.
Hi ha una església parroquial al centre del poble a dalt d'un turó. L'estructura incorpora una torre amb unes característiques poc comunes pel Regne Unit però molt comunes a la zona.
El memorial de guerra d'Anstruther es troba al cementiri. No té la típica forma d'un memorial, ja que és totalment pla i adopta la forma d'una creu celta.

## Política
Anstruther està situat al districte electoral del Parlament del Regne Unit de North East Fife (Sir Menzies Campbell és el membre del parlament del Partit Escocès Liberal Demòcrata), i forma part de la constitució del Parlament Escocès (Rob Campbell és membre del Parlament escocès del Partit Nacional Escocès). Pel que fa a la política local, la circumscripció d'East Neuk i Landward a Fife es representa amb un nombre de diputats que s'escullen amb el vot únic transferible.

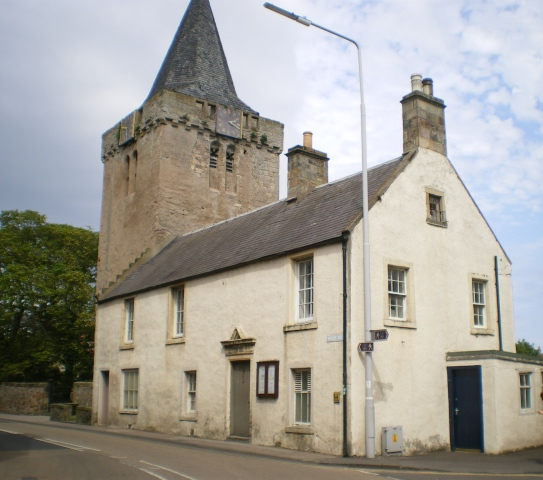
Església i Ajuntament d'Anstruther

## Breu història
Anstruther va ser la llar de la família Anstruther. El desembre de 1583, Jaume VI d'Escòcia va atorgar al poble l'estatus de burg i els drets d'intercanvi de comerç, i va reconèixer la importància del port, anomentat "draucht d'Anstruther". Els límits del nou burg eren el Silver Dike (dic), a l'est, la baixamar, al sud, el riu Burn, a l'oest, i el camí cap al poble de Kylrynnie.

## El búnquer secret
Va ser un dels secrets més ben guardats d'Anstruther, al final de la Guerra Freda, i actualment s'ha convertit en una atracció turística. Es tracta d'un búnquer nuclear secret, construït l'any 1951 i que va estar obert fins al 1993, que es troba en una carretera secundària prop del poble. Durant el seu funcionament, semblava una casa particular, però actualment s'ha renovat i és oberta al públic com a museu. El búnquer era una seu(secundària)del govern regional, i en el moment d'una possible emergència nuclear l'haurien ocupat les forces armades britàniques, la United Kingdom Warning and Monitoring Organisation, el Reial cos d'observadors, i més personal del Servei civil.